# Comuna Inhulka, Baștanka
Inhulka (în ucraineană Інгулка) este o comună în raionul Baștanka, regiunea Mîkolaiiv, Ucraina, formată din satele Inhulka (reședința) și Stepanivka.

## Demografie
Componența lingvistică a comunei Inhulka
     Ucraineană (93,99%)
     Rusă (4,04%)
     Alte limbi (1,58%)
Conform recensământului din 2001, majoritatea populației comunei Inhulka era vorbitoare de ucraineană (93,99%), existând în minoritate și vorbitori de rusă (4,04%).